# Quận Kent, Michigan
Quận Kent một quận thuộc tiểu bang Michigan, Hoa Kỳ. Quận lỵ đóng ở Grand Rapids. Theo điều tra dân số năm 2000 của Cục điều tra dân số Hoa Kỳ năm 2010, quận có dân số 602.622 người. Quận này là một phần của vùng thống kê đô thị Grand Rapids–Wyoming.

## Địa lý
Theo Cục điều tra dân số Hoa Kỳ, quận có diện tích km2, trong đó có km2 là diện tích mặt nước.

### Quận giáp ranh
- Quận Newaygo, Michigan - bắc
- Quận Montcalm, Michigan - đông bắc
- Quận Muskegon, Michigan - tây bắc
- Quận Ionia, Michigan - đông
- Quận Ottawa, Michigan - tây
- Quận Allegan, Michigan - tây nam
- Quận Barry, Michigan - đông nam